# Bohdanivka, Herson
Bohdanivka (în ucraineană Богданівка) este un sat în așezarea urbană Zelenivka din orașul regional Herson, regiunea Herson, Ucraina.

## Demografie
Componența lingvistică a localității Bohdanivka
     Ucraineană (90,64%)
     Rusă (6,97%)
     Alte limbi (0,55%)
Conform recensământului din 2001, majoritatea populației localității Bohdanivka era vorbitoare de ucraineană (90,64%), existând în minoritate și vorbitori de rusă (6,97%) și armeană (1,65%).